# Frans Gijsen
Frans Gijsen (Antwerpen, 11 juli 1909 – 22 mei 1992), in Frankrijk bekend als Frans de Guise, was een Belgisch zanger. Zijn stembereik was tenor.
Hij was getrouwd met sopraan Madeleine Farrère (Madeleine David).
Hij kreeg zijn muziekopleiding aan het Koninklijk Vlaams Conservatorium van Arthur Steurbaut en Jef Judels. Zijn debuut maakte hij als Ottavio in Don Giovanni van Wolfgang Amadeus Mozart. Hij deed dat als onderdeel van het gezelschap van de Koninklijke Vlaamse Opera. In 1937 was hij aangesloten bij het gezelschap van het Koninklijke Muntschouwburg. Weer twee jaar later was hij te vinden in Nice. Zijn loopbaan werd echter onderbroken door de Tweede Wereldoorlog. Daarna volgden concertreizen door Frankrijk en zijn koloniën in Noord-Afrika. Hij keerde terug bij de Vlaamse Opera in Antwerpen, ook al zong hij ook bij andere operagezelschappen. In 1958 nam hij afstand van het toneel.
Zijn stem stond bekend als lyrische tenor met een omvangrijk bereik.